# 2017년 통가 총선거
2017년 통가 총선거는 2017년 11월 16일에 통가에서 의회의원 26명 중 17명을 선출하기위한 선거이다. 후보자 등록은 9월 27일에 마감되었으며, 후보자 86명 중 17명이 의회의원으로 당선되었다. 이번 선거는 프렌들리 제도 민주당이 승리했으며, 아킬리시 포히바는 총리직을 유지하게 되었다.

## 선거 개요

### 선거제
통가 의회의 의석 수는 30석을 넘지않도록 되어있으며 17석은 단기 비이양식 투표 제도로 선출, 9석은 통가의 귀족들에 의해 선출한다. 총리가 구성한 내각은 의회에서 선출되지 않은 4명을 내각에 포함시킬 수 있다. 내각에 포함되면 선출되지 않았더라도 입법부의 일원이 된다.

### 선거구
의회의 선거구는 통가타푸섬 10석, 에우아섬 1석, 하파이 제도 2석, 바바우 제도 3석, 니우아스 제도 1석으로 통가타푸섬이 가장 많은 선거구를 보유한 행정구이다. 선거구의 번호는 지역별로 매기는 것이 아니라 순서대로 17번까지 부여하는 방식이다.

## 선거 결과
프렌들리 제도 민주당이 14석으로 독자적인 내각을 구성할 수 있게되었다.
| 선거구      | 당선인               | 정당                 | 비고    |
| ----------- | -------------------- | -------------------- | ------- |
| 통가타푸 1  | 아킬리히 포히바      | 프렌들리 제도 민주당 | 총리 겸 |
| 통가타푸 2  | Semisi Sika          | 프렌들리 제도 민주당 |         |
| 통가타푸 3  | 시아오시 소발레니    | 무소속               |         |
| 통가타푸 4  | Mateni Tapueluelu    | 프렌들리 제도 민주당 |         |
| 통가타푸 5  | Losaline Ma'asi      | 프렌들리 제도 민주당 |         |
| 통가타푸 6  | Poasi Tei            | 프렌들리 제도 민주당 |         |
| 통가타푸 7  | Sione Vuna Fa'otusia | 프렌들리 제도 민주당 |         |
| 통가타푸 8  | Semisi Fakahau       | 프렌들리 제도 민주당 |         |
| 통가타푸 9  | Penisimani Fifita    | 프렌들리 제도 민주당 |         |
| 통가타푸 10 | Pohiva Tu'i'onetoa   | 프렌들리 제도 민주당 |         |
| 에우아 11   | Tevita Lavemaau      | 무소속               |         |
| 하파이 12   | Mo'ale Finau         | 프렌들리 제도 민주당 |         |
| 하파이 13   | Veivosa Taka         | 프렌들리 제도 민주당 |         |
| 바바우 14   | Saia Piukala         | 프렌들리 제도 민주당 |         |
| 바바우 15   | Samiu Vaipulu        | 무소속               |         |
| 바바우 16   | 'Akosita Lavulavu    | 프렌들리 제도 민주당 |         |
| 니우아스 17 | Vatau Hui            | 프렌들리 제도 민주당 |         |

## 정당별 당선인 수
| ↓                    |        |
| 14                   | 3      |
| 프렌들리 제도 민주당 | 무소속 |

## 같이 보기
- 통가
  - 통가의 군주
  - 통가의 총리
  - 통가의 정치
  - 통가 의회
- 프렌들리 제도 민주당